# (500605) 2012 UP123
(500605) 2012 UP123 es un asteroide perteneciente al cinturón de asteroides descubierto el 22 de octubre de 2012 por el equipo del Pan-STARRS desde el Observatorio de Haleakala, Hawái, Estados Unidos.

## Designación y nombre
Designado provisionalmente como 2012 UP123.

## Características orbitales
2012 UP123 está situado a una distancia media del Sol de 3,111 ua, pudiendo alejarse hasta 3,377 ua y acercarse hasta 2,846 ua. Su excentricidad es 0,085 y la inclinación orbital 8,150 grados. Emplea 2005,19 días en completar una órbita alrededor del Sol.

## Características físicas
La magnitud absoluta de 2012 UP123 es 16,2. 